# 328 Gudrun
328 Gudrun (mednarodno ime je tudi 328 Gudrun) je asteroid tipa S (po Tholenu) v glavnem asteroidnem pasu. 

## Odkritje
Asteroid je odkril Max Franz Joseph Cornelius Wolf 18. marca 1892 v Heidelbergu.. 
Poimenovan je po Gudrun, ženi legendarnega heroja Sigurda iz nordijske mitologije.

## Lastnosti
Asteroid Gudrun obkroži Sonce v 5,48 letih. Njegova tirnica ima izsrednost 0,113, nagnjena pa je za 16,08° proti ekliptiki. Njegov premer je 122,92 km .